# Кавказька саламандра
Кавказька саламандра (Mertensiella caucasica) — єдиний існуючий на тепер вид земноводних роду Малоазійські саламандри родини Саламандрові.

## Опис
Загальна довжина досягає 15—18 см. Голова помірного розміру, тулуб стрункий та витягнутий. У самців на спині над основою хвоста є невеликий відросток, спрямований догори. Хвіст округлий, довгий, без гребеня. Привушні залози (паротиди) розвинені. Піднебінні зуби у вигляді поздовжніх паралельних або S-подібних рядків.
Певну схожість, у тому числі по екологічними ознаками, існує з лузітанською саламандрою (Chioglossa lusitanic).
Забарвлена у темно-коричневий або чорний колір з яскравими жовтими плямами овальної форми. Зустрічаються меланісти.

## Спосіб життя
Полюбляє береги гірських струмків і малих річок з швидкою течією у лісовому поясі і вище межі лісу. Зустрічається на висоті до 2400–2800 м над рівнем моря. Часто ховається серед каміння або коріння. Активна вночі. Харчується безхребетними, здебільшого бокоплавами.
Статева зрілість наступає через 10 років після метаморфози. Парування відбувається у літній час. Самець використовує виступ на верхній стороні хвоста для відкриття клоаки самки і передачі сперматофору безпосередньо до яйцеклітин. Самиця відкладає до 90 ікринок у прихованих місцях на мілині або у сирих місцях біля струмка. Личинки з'являються через 1—2 місяці і зимують до трьох разів, перш ніж відбувається метаморфоза.
Тривалість життя до 26 років.

## Розповсюдження
Мешкає уздовж середземноморської частині Туреччини (південно-західна Анатолія), східній Грузії до м. Борджомі. Поширена у вигляді невеликих напівізольованих популяцій.